# El Castillo (Nicarágua)
El Castillo é um município da Nicarágua, situado no departamento de Río San Juan. Tem 1,655 km² de área e sua população em 2020 foi estimada em 37.791 habitantes.